# Arte sonora

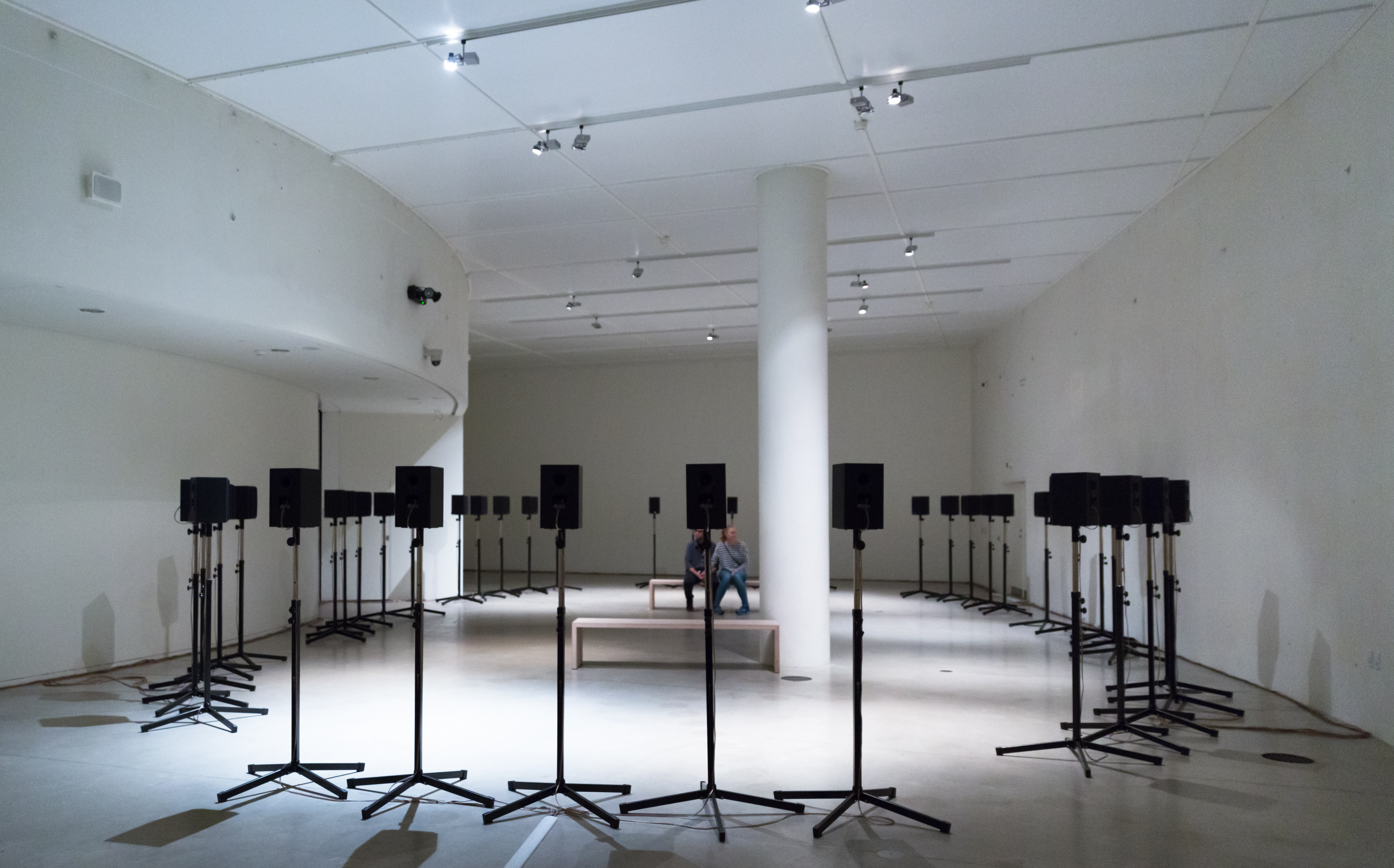
Forty Part Motet de Janet Cardiff (2001) no ARoS Aarhus Kunstmuseum na Dinamarca.

A arte sonora é uma atividade artística na qual o som é utilizado como meio ou material primário. Como muitos gêneros de arte contemporânea, a arte sonora pode ser interdisciplinar por natureza ou ser usada em formas híbridas. De acordo com Brandon LaBelle, a arte sonora como prática "aproveita, descreve, analisa, executa e interroga a condição do som e o processo pelo qual ele opera".
Na arte ocidental, os primeiros exemplos incluem os entoadores de ruído Intonarumori (1913) do futurista Luigi Russolo e experimentos subsequentes de dadaístas, surrealistas, da Internacional Situacionista e eventos Fluxus e outros acontecimentos. Devido à diversidade da arte sonora, muitas vezes há debate sobre se a arte sonora se enquadra nos domínios da arte visual ou da música experimental, ou ambos. Outras linhagens artísticas das quais a arte sonora emerge são a arte conceitual, o minimalismo, a arte site-specific, a poesia sonora, a música eletroacústica, a palavra falada, a poesia de vanguarda, a cenografia sonora, e o teatro experimental.

## Origem do termo
De acordo com a pesquisa de Bernhard Gál, o primeiro uso publicado do termo foi encontrado na Something Else Press na capa de seu anuário de 1974. O primeiro uso como título de uma exposição em um grande museu foi Sound Art, de 1979, no Museu de Arte Moderna de Nova York (MoMA), com Maggi Payne, Connie Beckley e Julia Heyward. A curadora, Barbara London, definiu a arte sonora como "mais intimamente ligada à arte do que à música, e geralmente é apresentada em museus, galerias ou espaços alternativos".
Comentando sobre uma exposição chamada Som/Arte no SculptureCenter na cidade de Nova Iorque em 1984, o historiador de arte Don Goddard observou: "Pode ser que a arte sonora siga a percepção do curador Hellermann de que 'ouvir é outra forma de ver', que o som tem significado apenas quando sua conexão com uma imagem é compreendida... A conjunção de som e imagem insiste no envolvimento do observador, forçando a participação no espaço real e no pensamento concreto e responsivo, em vez de espaço e pensamento ilusórios".

## Instalação de som

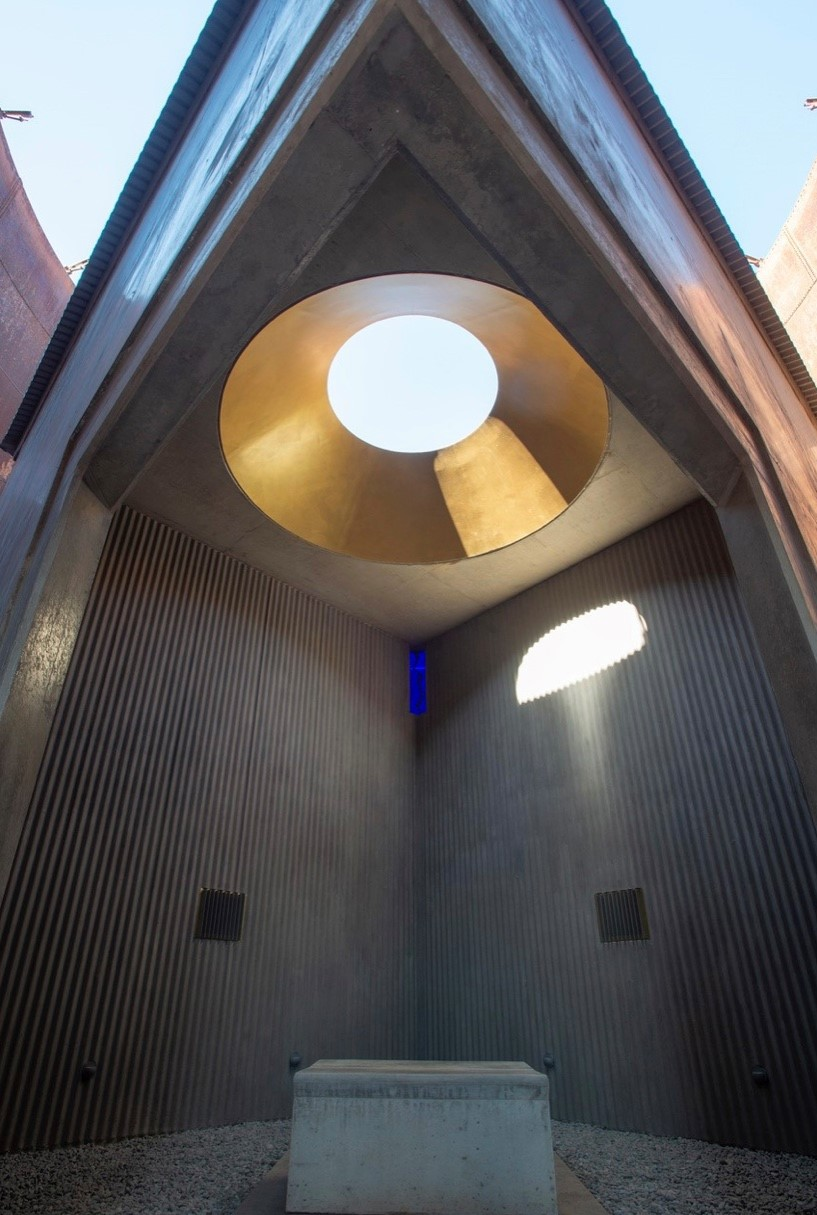
Quarteto(s) de cordas de 43 horas de Georges Lentz na Capela Cobar Sound (2022), com alto-falantes nas quatro paredes

A instalação sonora é uma forma de arte intermídia baseada no tempo. É uma expansão de uma instalação artística no sentido de que inclui o elemento sonoro e, portanto, o elemento tempo. A principal diferença com uma escultura sonora é que uma instalação sonora tem um espaço tridimensional e os eixos com os quais os diferentes objetos sonoros estão sendo organizados não são exclusivamente internos à obra, mas também externos. Uma obra de arte só é uma instalação se dialoga com o espaço envolvente. Uma instalação sonora geralmente é específica para um local, mas às vezes pode ser readaptada para outros espaços. Pode ser realizada em espaços fechados ou abertos, e o contexto é fundamental para determinar como uma instalação sonora será percebida esteticamente. A diferença entre uma instalação de arte regular e uma instalação sonora é que esta última contém um elemento temporal que dá ao público visitante a opção de permanecer mais tempo para explorar o desenvolvimento do som ao longo do tempo. Este fator temporal também dá ao público um incentivo para explorar o espaço mais profundamente e investigar a disposição dos diferentes sons no espaço.
Instalações sonoras às vezes usam tecnologia de arte interativa (computadores, sensores, dispositivos mecânicos e cinéticos, etc.), mas também podem simplesmente usar fontes sonoras colocadas em diferentes pontos do espaço (como alto-falantes) ou materiais de instrumentos acústicos, como cordas de piano tocadas por um artista ou pelo público. No contexto dos museus, esta combinação de tecnologia digital interativa e distribuição de alto-falantes multicanal é às vezes referida como cenografia sonora.

## Escultura sonora
A escultura sonora é uma forma de arte intermídia baseada no tempo, na qual escultura ou qualquer tipo de objeto de arte produz som, ou o inverso (no sentido de que o som é manipulado de forma a criar uma forma escultural em oposição à forma ou massa temporal). Na maioria das vezes, os artistas de escultura sonora eram principalmente artistas visuais ou compositores, não tendo começado diretamente a fazer escultura sonora.
A cimática e a arte cinética influenciaram a escultura sonora. A escultura sonora às vezes é específica do local. A pesquisa de Bill Fontana sobre escultura sonora urbana investiga o conceito de mudança de ruído ambiente em paisagens urbanas para produzir encontros auditivos distintos. Por meio dessa abordagem, ele modifica a paisagem sonora circundante, impactando a forma como os ouvintes percebem seu ambiente, ao mesmo tempo em que destaca os elementos auditivos e visuais de um espaço específico.
O artista sonoro e professor de arte na Claremont Graduate University, Michael Brewster, descreveu suas próprias obras como "esculturas acústicas" já em 1970. Grayson descreveu a escultura sonora em 1975 como "a integração da forma visual e da beleza com sons musicais mágicos por meio da experiência participativa".

## Galeria

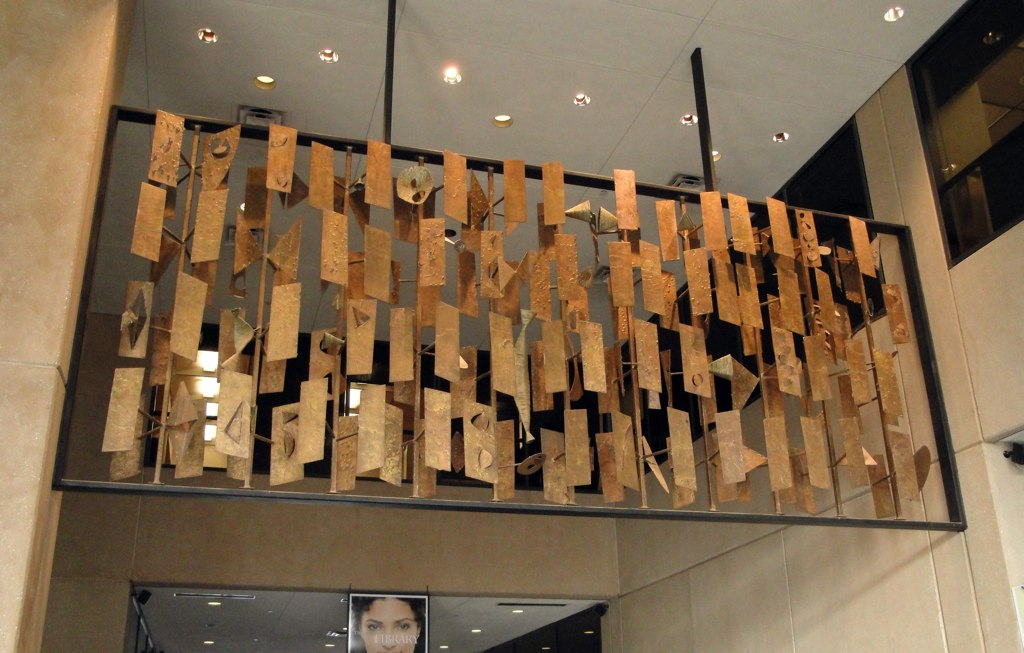
Harry Bertoia, Tela Texturizada, 1954
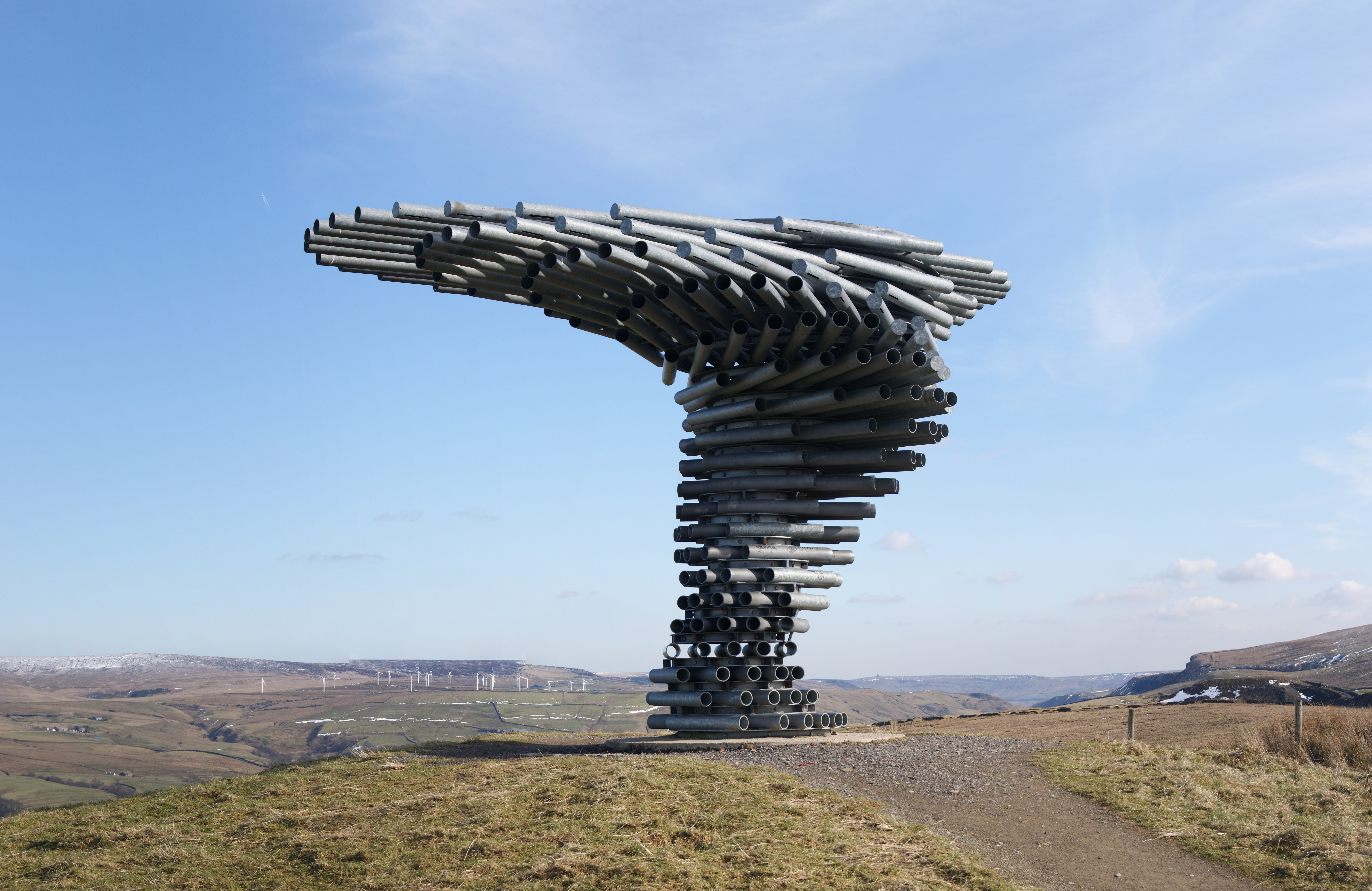
Panóptico: A Árvore Cantante e Ressonante
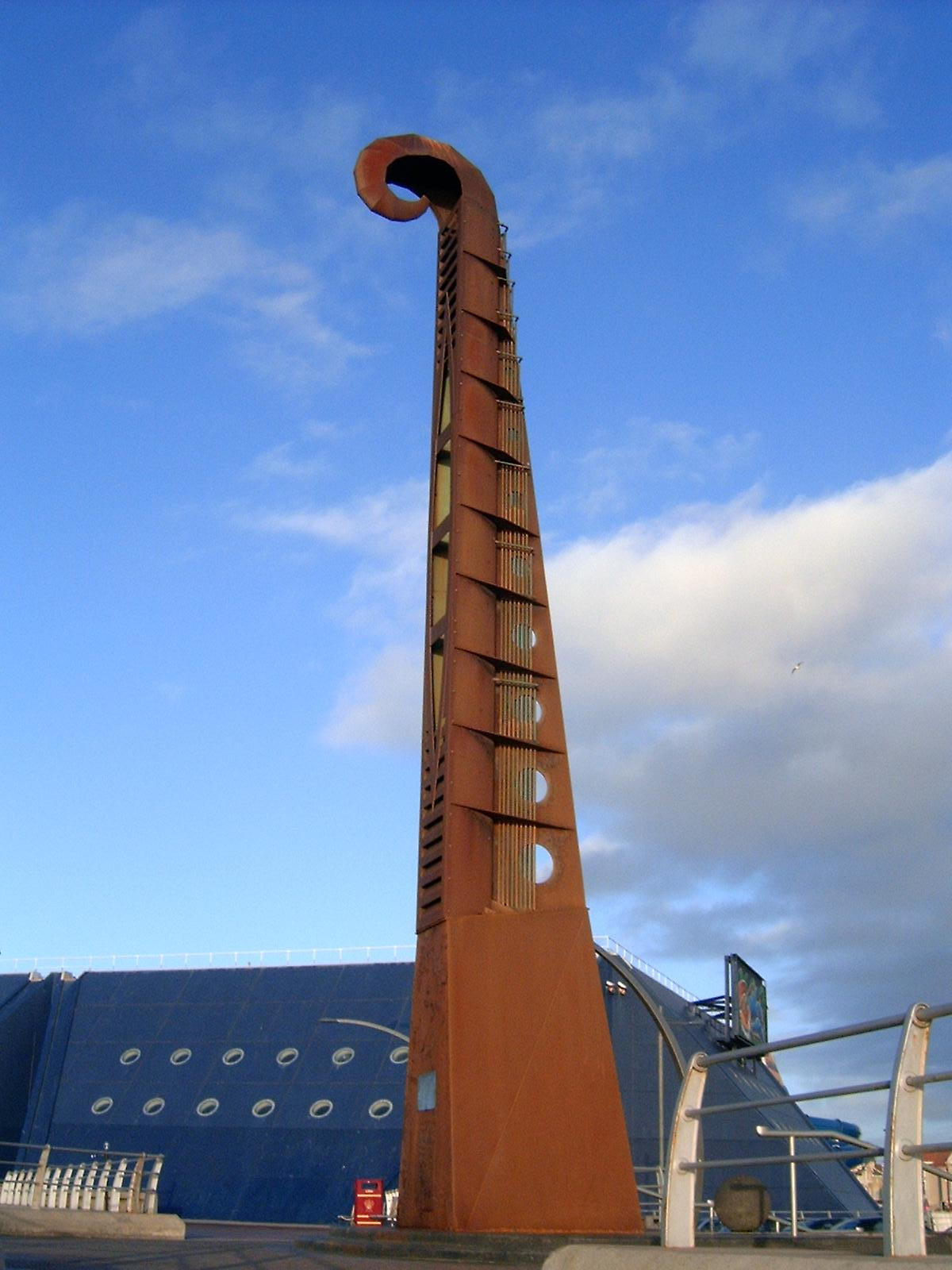
O órgão de maré alta de Blackpool
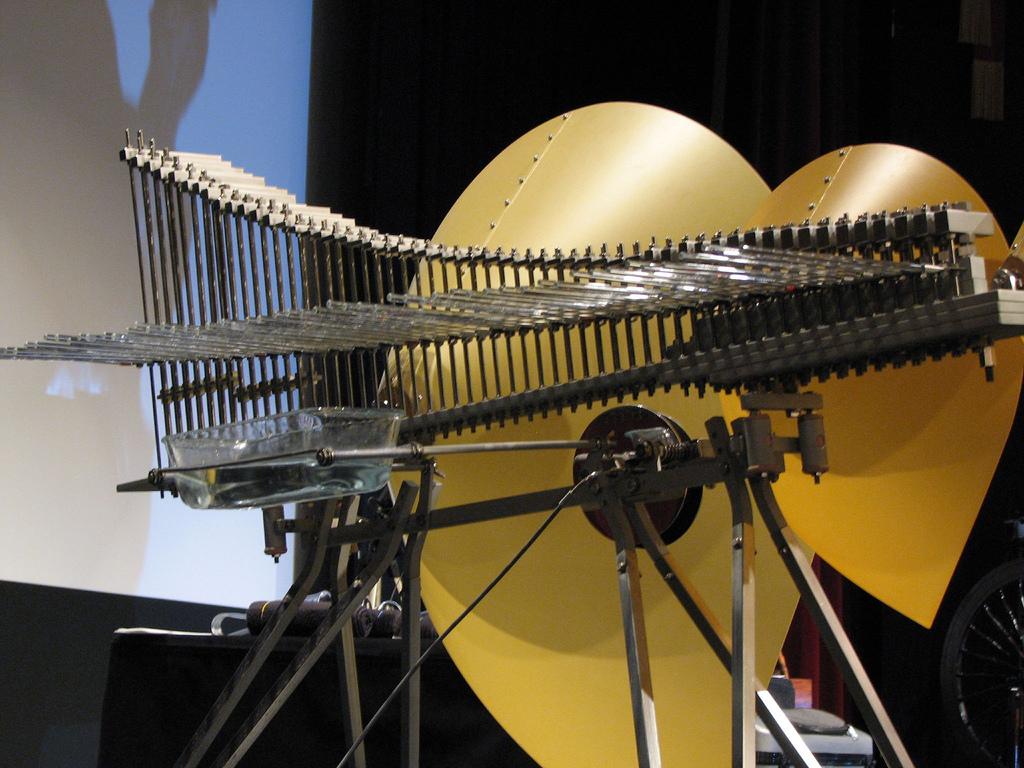
O Cristal Baschet
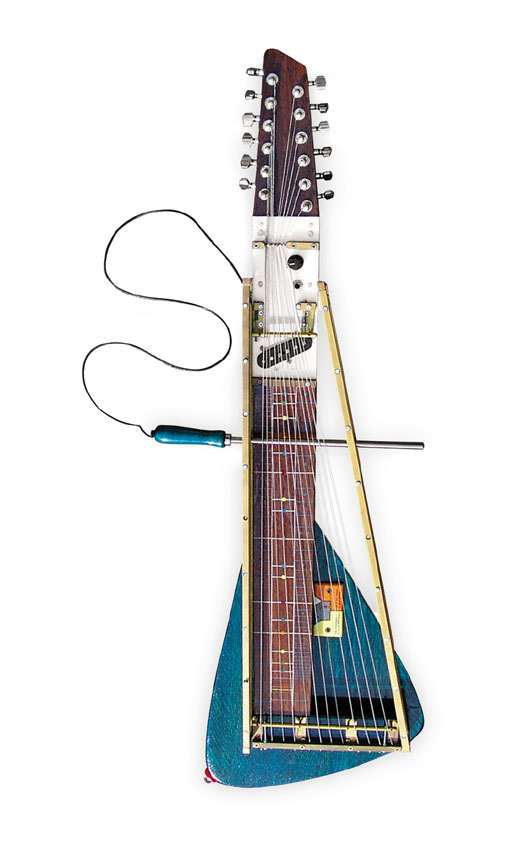
Yuri Landman,oscilador de humor, 2006
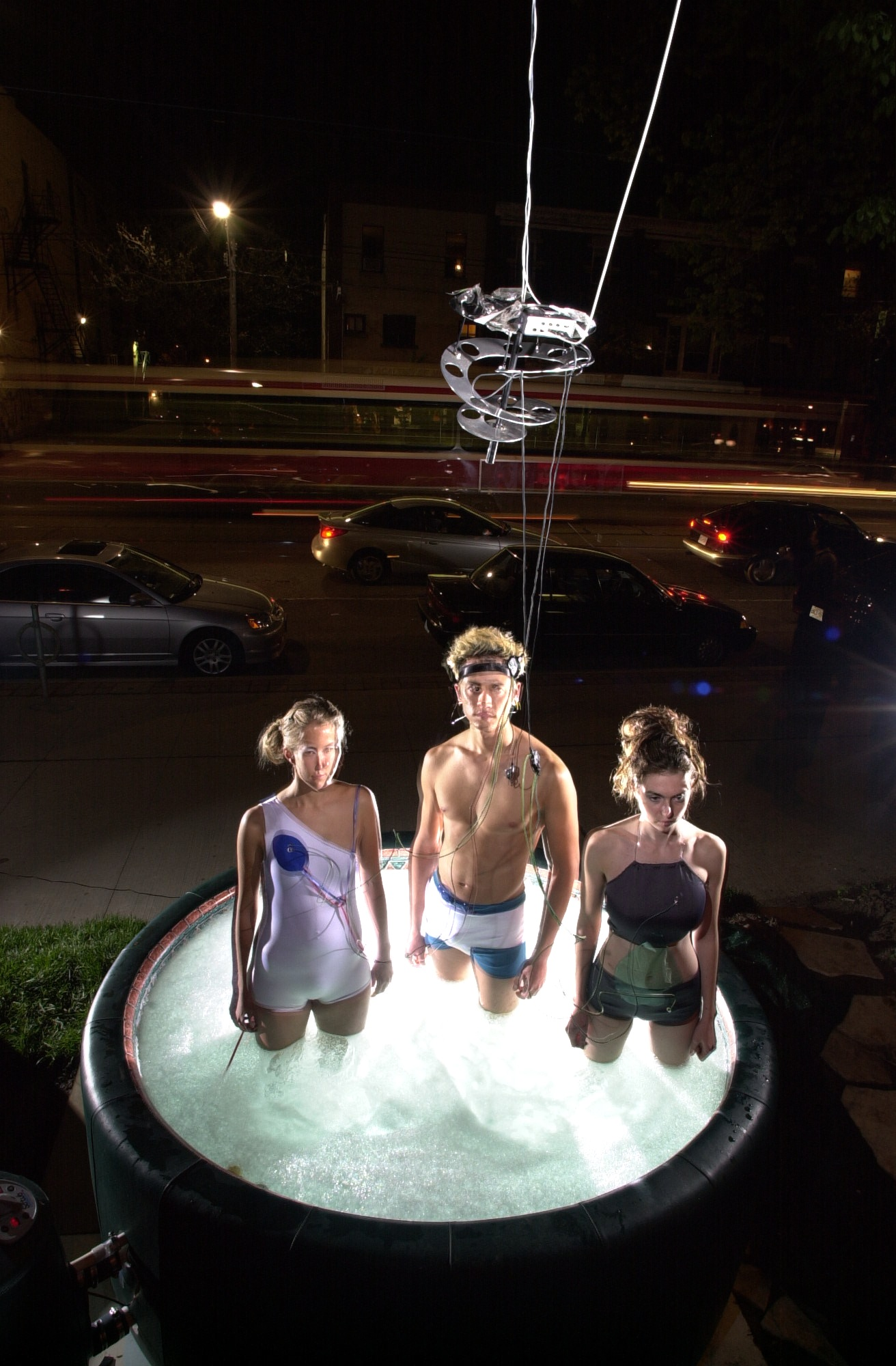
2 eletrocardiofones e eletroencefalofone
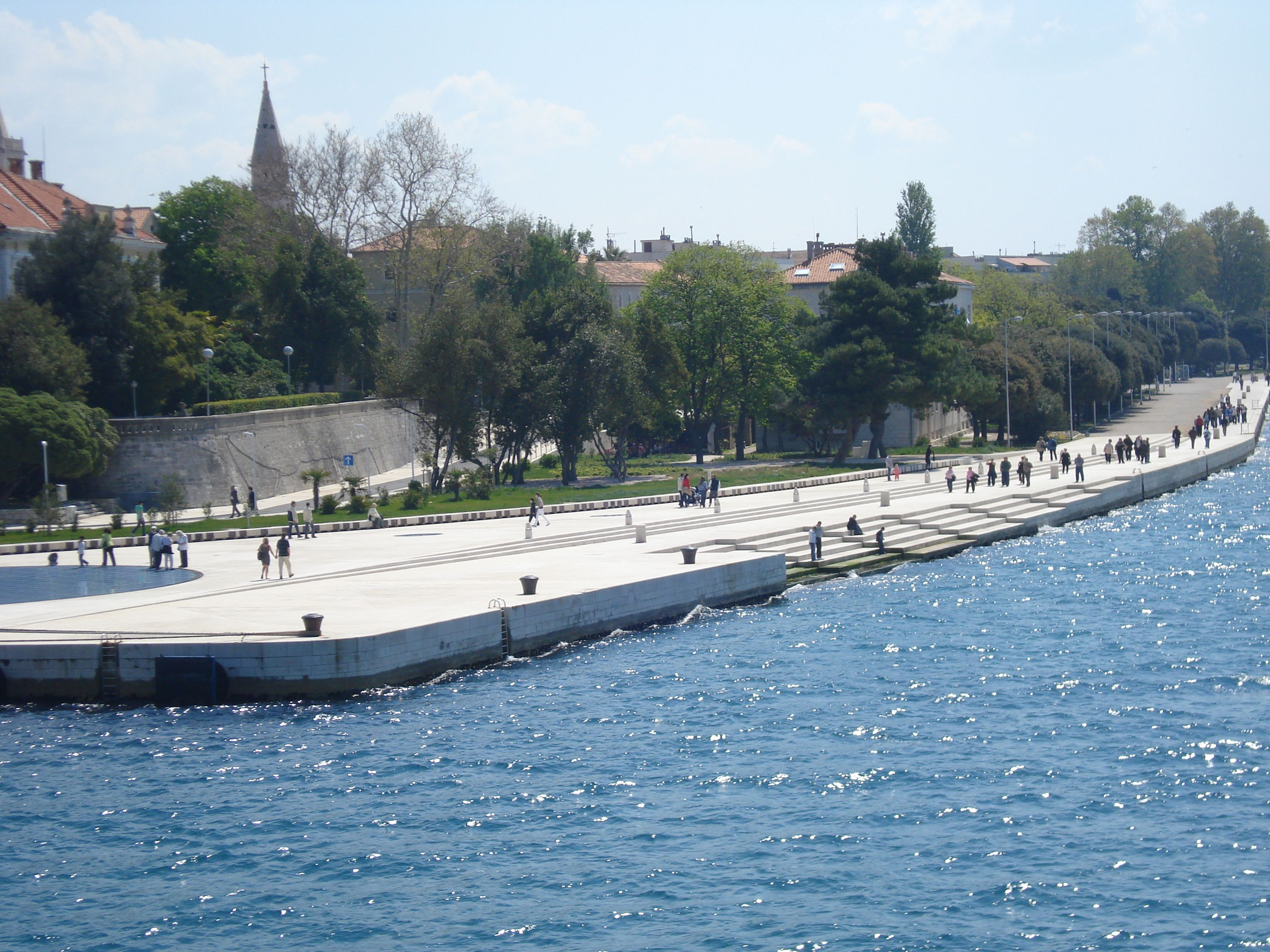
Órgão do mar de Basic